# Михеєв Ілля Іванович
Ілля Іванович Михеєв (20 серпня 1916 , Темрюк  — 26 липня 1979 , Донецьк ) — український радянський діяч, шахтар, бригадир прохідницької бригади шахти «Мушкетівська-Вертикальна» тресту «Сталіношахтобуд» Сталінської області. Герой Соціалістичної Праці (28.08.1948). Депутат Верховної Ради УРСР 3—4-го скликань.

## Біографія
Народився у родині селянина-незаможника в селі Темрюк, тепер Нікольського району Донецької області. У чотирирічному віці залишився без батька. У 1927 році закінчив чотири класи сільської школи, навчання продовжити не зміг через матеріальну скруту. 
Трудову діяльність розпочав у одинадцятирічному віці. Був пастухом, працював наймитом у заможних жителів села до утворення колгоспу. У 1930 році вступив у колгосп «Комсомол», працював рядовим колгоспником, помічником орача на польових роботах. 
У 1935 році завербувався для роботи у вугільній промисловості. Був направлений на шахту № 6 «Червона Зірка» тресту «Будьоннівськвугілля» в місті Сталіно Донецької області. Працював на різних роботах, був бурильником, бригадиром бутчиків. 
У 1937—1939 роках служив у Червоній армії, в залізничному батальйоні. Після звільнення в запас повернувся на ту ж шахту, де працював бригадиром прохідників. 
У червні 1941 року був знову призваний в Червону армію. Учасник німецько-радянської війни. Воював у складі 362-го залізничного батальйону, потім в 87-й стрілецькій дивізії. У травні 1944 року був важко поранений, на фронт не повернувся. Після війни продовжив службу в конвойній роті.
У вересні 1945 року демобілізований. Потім декілька місяців працював слюсарем на 2-му кінному заводі Дубовського району Сталінградської області. 
У квітні 1946 року повернувся на шахту № 6 «Червона Зірка», працював кріпильником. Брав участь у відновленні і введенні в експлуатацію шахти. З початком будівництва нової великої шахти «Ливенська-Заперевальна» був переведений на цю новобудову. Укомплектував бригаду прохідників з випускників школи фабрично-заводського навчання і очолив її. 
На початку 1948 року бригада Михеєва, що складалася із семи чоловік, започаткувала проходку головного ствола глибиною 140 метрів. Бригада досягла відмінної якості роботи і високих темпів проходки. Довжина заходки була доведена до 45 метрів, тимчасово закріплюючи пройдений простір. Лише після 45 метрів зводили постійне бетонне кріплення. Після закінчення проходки головного ствола Михеєва перевели на проходку капітального бремсберга завдовжки 380 метрів. Роботу тут в основному доводилося вести вручну, оскільки не можна застосовувати навантажувальні машини з електропроводами. На цій ділянці він керував не одною, а усіма трьома змінами прохідників. У одній зміні разом з усіма членами бригади Михеєв сам працював прохідником. 
Указом Президії Верховної Ради СРСР від 28 серпня 1948 року за видатні успіхи у справі збільшення видобутку вугілля, відновлення і будівництва вугільних шахт і впровадження передових методів роботи, що забезпечують значне зростання продуктивності праці Михеєву Іллі Івановичу присвоєно звання Героя Соціалістичної Праці з врученням ордену Леніна і золотої медалі «Серп і Молот». 
У 1950 році, по закінченню будівельних робіт і введенню шахти «Ливенська-Заперевальна» в експлуатацію, бригада Михеєва була направлена на будівництво шахти «Мушкетівська-Вертикальна» тресту «Сталіношахтобуд» Будьоннівського району міста Сталіно Сталінської області.
З 1955 року працював бригадиром прохідників будівельного управління № 1 тресту «Сталіношахтобуд». Потім працював на будівництві шахти «Мушкетівська-Заперевальна» прохідником, робітником із ремонту відкочувальних шляхів. У 1958 році повернувся прохідником на шахту «Мушкетівська-Вертикальна» тресту «Будьоннівськвугілля» міста Сталіно Сталінської області. З 1960 року працював кріпильником із ремонту підземних виробок, а з 1966 року — машиністом бурових установок.
У березні 1967 року вийшов на пенсію. Проживав у місті Донецьку.

## Нагороди
- Герой Соціалістичної Праці (28.08.1948)
- орден Леніна (28.08.1948)
- ордени
- медаль «За трудову відзнаку» (12.01.1951)
- знак «Почесний шахтар» (10.09.1947)